# Lo chiamavano Jeeg Robot
Lo chiamavano Jeeg Robot is een Italiaanse superheldenfilm uit 2015, geregisseerd door Gabriele Mainetti.De film ging op 17 oktober in première op het internationaal filmfestival van Rome.

## Verhaal
Enzo Ceccotti is een eenzaat en kleine gangster die in de achterbuurten van Rome woont. Wanneer hij bij een achtervolging door de politie in de Tiber valt, komt hij in contact met radioactief afval waardoor hij superkrachten krijgt. Het is echter zijn ontmoeting met Alessia die zijn leven verandert. Zij is ervan overtuigd dat hij de reïncarnatie is van de anime-stripfiguur Kotetsu Jeeg. In plaats van in een superschurk verandert hij langzaamaan in een superheld wanneer hij achter de psychotische gangster, genaamd "de Zigeuner" (lo Zingaro) aangaat.

## Rolverdeling
| Acteur                | Personage                     |
| --------------------- | ----------------------------- |
| Claudio Santamaria    | Enzo Ceccotti / Jeeg          |
| Luca Marinelli        | Fabio Cannizzaro / lo Zingaro |
| Ilenia Pastorelli     | Alessia                       |
| Stefano Ambrogi       | Sergio                        |
| Maurizio Tesei        | Biondo                        |
| Francesco Formichetti | Sperma                        |
| Antonia Truppo        | Nunzia                        |

## Productie
De film was de grote winnaar bij de uitreiking van de Premi David di Donatello 2016 met 16 nominaties waarvan er acht werden gewonnen. Bij de Italiaanse Golden Globes in juni 2016 werd de film uitgeroepen als beste Italiaanse film.

## Prijzen en nominaties
De belangrijkste:
| Jaar | Prijs                    | Categorie                  | Genomineerde(n)    | Uitslag  |
| ---- | ------------------------ | -------------------------- | ------------------ | -------- |
| 2016 | Premi David di Donatello | Beste nieuwe regisseur     | Gabriele Mainetti  | Gewonnen |
| 2016 | Premi David di Donatello | Beste producent            | Gabriele Mainetti  | Gewonnen |
| 2016 | Premi David di Donatello | Beste actrice              | Ilenia Pastorelli  | Gewonnen |
| 2016 | Premi David di Donatello | Beste acteur               | Claudio Santamaria | Gewonnen |
| 2016 | Premi David di Donatello | Beste vrouwelijke bijrol   | Antonia Truppo     | Gewonnen |
| 2016 | Premi David di Donatello | Beste mannelijke bijrol    | Luca Marinelli     | Gewonnen |
| 2016 | Premi David di Donatello | Beste montage              | Andrea Maguolo     | Gewonnen |
| 2016 | Premi David di Donatello | Mercedes-Benz Future Award | Gabriele Mainetti  | Gewonnen |
| 2016 | Globo d'oro              | Beste film                 | Gabriele Mainetti  | Gewonnen |
| 2016 | Imagine Filmfestival     | Silver Scream Award        |                    | Gewonnen |